# Triginglymus
Triginglymus is een geslacht van kreeftachtigen uit de klasse van de Ostracoda (mosselkreeftjes).

## Soorten
- Triginglymus callosus Szczechura, 1965 †
- Triginglymus denticulatus Hulings, 1966
- Triginglymus dnieprensis Scheremeta, 1969 †
- Triginglymus gnythophoreus Krutak, 1961 †
- Triginglymus goldfussi (Veen, 1936) Howe & Laurencich, 1958 †
- Triginglymus grignonensis Apostolescu, 1955 †
- Triginglymus hobsonensis Milhau, 1993 †
- Triginglymus mandrykovensis Scheremeta, 1969 †
- Triginglymus nesiotes Whatley, Jones & Wouters, 2000
- Triginglymus nipeensis (Bold, 1946) Bold, 1973 †
- Triginglymus oertlii Scheremeta, 1969 †
- Triginglymus saratoganus (Israelsky, 1929) Howe & Laurencich, 1958 †
- Triginglymus vesiculosus (Bosquet, 1854) Deroo, 1966 †
- Triginglymus woodianus (Jones, 1857) Apostolescu, 1964 †